# Wilhelm Thomas (Theologe)
Wilhelm Thomas (* 30. März 1896 in Augsburg; † 18. November 1978 in Hildesheim) war ein deutscher lutherischer Theologe.

## Leben
Thomas studierte evangelische Theologie und wurde am 15. Januar 1922 in Augsburg ordiniert. 1922 erhielt er eine Stelle als Hilfspfarrer in Augsburg, 1926 in Marburg-Ockershausen. In Marburg arbeitete er ehrenamtlich als Sekretär von Karl Bernhard Ritter. 1930 wurde er Pfarrer in Bremke. Aus dieser Gemeinde 1934 als Folge des Kirchenkampfs verdrängt, wurde er zur Hilfeleistung bei Landesbischof August Marahrens beurlaubt. 1935 wurde er theologischer  Hilfsarbeiter in der Kanzlei des Landesbischofs und 1943 Pastor an der St.-Jakobi-Kirche in Hildesheim.
Nach dem Zweiten Weltkrieg war Thomas Geschäftsführer der Inneren Mission, ab 1948 Hauptgeschäftsführer des Evangelischen Hilfswerks. 1954 vorübergehend zum Dienst beim Amt für Gemeindedienst beurlaubt, wurde er noch im gleichen Jahr Pfarrer und Superintendent in Wunstorf und 1957 Oberkirchenrat im Landeskirchenamt Hannover. Am 1. Juli 1961 trat er in den Ruhestand.
Thomas war von Anfang an an der Berneuchener Konferenz beteiligt, aus der die Berneuchener Bewegung entstand, arbeitete das Berneuchener Buch mit aus und gehörte mit Ludwig Heitmann, Karl Bernhard Ritter und Wilhelm Stählin zu den Stiftern der Evangelischen Michaelsbruderschaft. Ab 1930 war er Schriftleiter der Jahresbriefe und des Sonntagsbriefes der Berneuchener Bewegung.
Seit seiner Gymnasialzeit in Regensburg geprägt vom Wandervogel und später von der Jugendmusikbewegung  der 1920er Jahre, verfasste er eine Reihe von Liedern und geistlichen Singspielen, die er im Bärenreiter-Verlag veröffentlichte. Bis heute ist er vor allem durch seinen Beitrag zur Wiederentdeckung des Quempas bekannt. 1930 gab er gemeinsam mit Konrad Ameln eine Sammlung alter Weihnachtslieder unter dem Titel Das Quempas-Heft (Bärenreiter-Verlag, Kassel, künstlerisch ausgestaltet von Helmuth Uhrig) heraus, womit Ameln und er das Quempas-Singen neu anregten. Im Evangelischen Gesangbuch (Regionalausgaben Niedersachsen-Bremen und Nordelbien) findet sich seine Nachdichtung Des Tages Glanz erloschen ist des Abendlieds Den lyse dag forgangen er von Hans Christensen Sthen.

## Werke (Auswahl)
- Der Sonntag im frühen Mittelalter. Mit Berücksichtigung der Entstehungsgeschichte des christlichen Dekalogs dargestellt (Göttingen 1929)
- Die Menschwerdung unseres Herrn und Heilands Jesu Christi. Ein Adventbüchlein (Kassel 1933)
- Der Kreuzweg unsers Herrn und Heilands Jesu Christi in drei Andachten begangen (Kassel 1950)
- Lebendige Gemeinde nach dem Neuen Testament und nach Luther (Hannover 1954)

### Als Herausgeber
- mit Konrad Ameln: Geistliche Morgenlieder (Kassel 1927)
- mit Konrad Ameln: Geistliche Abendlieder (Kassel 1930)
- mit Konrad Ameln und Karl Bernhard Ritter: Das Gebet der Tageszeiten (Kassel 1931)
- mit Konrad Ameln: Lieder für das Jahr der Kirche (Kassel 1935)
- Buch der Einkehr (Hannover 1938)
- mit Konrad Ameln und Christhard Mahrenholz: Gottesdienstliche Chorgesänge. Der Hauptgottesdienst (Göttingen 1950)
- mit Edith Thomas: Das Bibeljahr. Andachten für Kinder (Berlin 1964)